# Sączek laboratoryjny
Sączek laboratoryjny – przedmiot laboratoryjny wykonany z bibułki, służący do odsączania ciała stałego. Sączki różnią się pod względem porowatości i jakości.
Sączek najczęściej używany jest w metodzie rozdzielania substancji – sączeniu, w połączeniu z lejkiem filtracyjnym.